# Gabriel Gudmundsson
Gabriel Johan Gudmundsson (* 29. dubna 1999) je švédský profesionální fotbalista, který hraje na pozici levého obránce za francouzský klub Lille OSC a švédský národní tým.

## Klubová kariéra
Dne 31. srpna 2021 podepsal Gudmundsson pětiletou smlouvu s francouzským mistrem Lille OSC.

## Reprezentační kariéra
Poté, co v letech 2014 až 2019 reprezentoval švédské týmy U17, U19 a U21 celkem 11krát, Gudmundsson debutoval za Švédsko 9. června 2022 v zápase Ligy národů UEFA proti Srbsku, když v 77. minutě při prohře 0:1 nahradil Viktora Claessona.

## Osobní život
Gabriel je synem bývalého hráče Švédska a Blackburnu Rovers Niklase Gudmundssona.

## Statistiky

### Klubové
Platí k zápasu hranému 4. ledna 2025.
| Klub              | Sezóna            | Liga                   | Liga   | Liga | Národní pohár | Národní pohár | Kontinentální | Kontinentální | Ostatní | Ostatní | Celkově | Celkově |
| Klub              | Sezóna            | Soutěž                 | Zápasy | Góly | Zápasy        | Góly          | Zápasy        | Góly          | Zápasy  | Góly    | Zápasy  | Góly    |
| ----------------- | ----------------- | ---------------------- | ------ | ---- | ------------- | ------------- | ------------- | ------------- | ------- | ------- | ------- | ------- |
| Halmstads BK      | 2016              | Superettan             | 17     | 0    | 1             | 0             | –             | –             | 2       | 0       | 20      | 0       |
| Halmstads BK      | 2017              | Allsvenskan            | 25     | 4    | 2             | 1             | –             | –             | –       | –       | 27      | 5       |
| Halmstads BK      | 2018              | Superettan             | 28     | 9    | 3             | 1             | –             | –             | –       | –       | 31      | 10      |
| Halmstads BK      | 2019              | Superettan             | 10     | 1    | 4             | 1             | –             | –             | –       | –       | 14      | 2       |
| Halmstads BK      | Celkově           | Celkově                | 80     | 14   | 10            | 3             | –             | –             | 2       | 0       | 92      | 17      |
| Groningen         | 2019/20           | Eredivisie             | 11     | 2    | 0             | 0             | –             | –             | –       | –       | 11      | 2       |
| Groningen         | 2020/21           | Eredivisie             | 23     | 0    | 0             | 0             | –             | –             | 0       | 0       | 23      | 0       |
| Groningen         | 2021/22           | Eredivisie             | 3      | 0    | 0             | 0             | –             | –             | –       | –       | 3       | 0       |
| Groningen         | Celkově           | Celkově                | 37     | 2    | 0             | 0             | –             | –             | –       | –       | 37      | 2       |
| Lille             | 2021/22           | Ligue 1                | 30     | 1    | 2             | 0             | 4             | 0             | –       | –       | 36      | 1       |
| Lille             | 2022/23           | Ligue 1                | 18     | 0    | 0             | 0             | –             | –             | –       | –       | 18      | 0       |
| Lille             | 2023/24           | Ligue 1                | 24     | 0    | 2             | 0             | 11            | 0             | –       | –       | 37      | 0       |
| Lille             | 2024/25           | Ligue 1                | 16     | 1    | 1             | 0             | 9             | 0             | –       | –       | 26      | 1       |
| Lille             | Celkově           | Celkově                | 88     | 2    | 5             | 0             | 23            | 0             | –       | –       | 116     | 2       |
| Lille II          | 2022/23           | Championnat National 3 | 1      | 0    | –             | –             | –             | –             | –       | –       | 1       | 0       |
| Celkově v kariéře | Celkově v kariéře | Celkově v kariéře      | 206    | 19   | 17            | 3             | 23            | 0             | 2       | 0       | 248     | 21      |

### Reprezentační
Platí k zápasu hranému 19. listopadu 2024.
| Národní tým | Rok     | Zápasy | Góly |
| ----------- | ------- | ------ | ---- |
| Švédsko     | 2022    | 2      | 0    |
| Švédsko     | 2023    | 4      | 0    |
| Švédsko     | 2024    | 6      | 0    |
| Celkově     | Celkově | 12     | 0    |